# 21702 Прісімендоса
21702 Прісімендоса (21702 Prisymendoza) — астероїд головного поясу, відкритий 7 вересня 1999 року.
Тіссеранів параметр щодо Юпітера — 3,644.